# Nanostray 2
Nanostray 2 è un videogioco sparatutto per Nintendo DS; è il sequel dell'originale Nanostray. È stato messo in commercio negli USA l'11 marzo 2008.